# C64 Direct-to-TV
C64 Direct-to-TV, abreviado C64DTV, es una implementación del ordenador Commodore 64 en un solo chip, dentro de un joystick con 30 juegos de ordenador incluidos. El diseño es similar al del clásico Atari 10-en-1 TV Game. El circuito del C64DTV fue diseñado por Jeri Ellsworth, una diseñadora auto didacta de circuitos que había diseñado anteriormente el C-One.

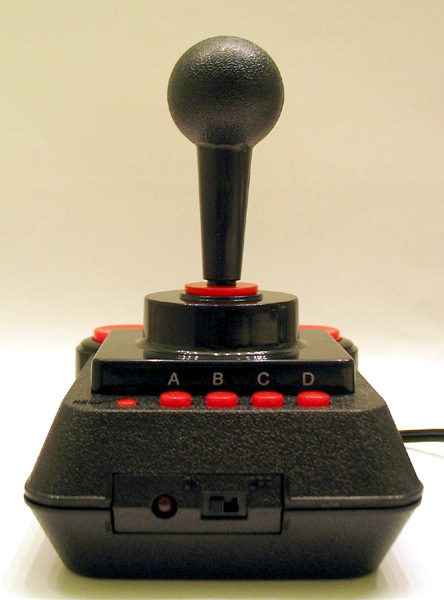
La unidad C64 Direct-to-TV computador-en-un-joystick.

Tulip Computers (que adquirió el nombre de la marca Commodore en 1997) licenció los derechos a Ironstone Partners, que colaboró con DC Studios, Mammoth Toys, y The Toy: Lobster Company en el desarrollo y marketing de la unidad. La empresa QVC compró completamente la primera producción de 250.000 unidades y vendió 70.000 de ellas el primer día de ventas.

## Versiones
Existen múltiples versiones del C64DTV:
- La DTV1 (para televisión tipo NTSC) salió con 2 MB de ROM. Apareció por primera vez a finales de 2004 para el mercado americano y canadiense.
- La DTV2 (llamada a veces C64D2TV) es una versión revisada para el mercado europeo y mundial (televisión tipo PAL), que apareció a finales de 2005. La ROM fue reemplazada por una memoria flash en estos dispositivos. Sin embargo, la versión DTV2/PAL sufre de un defecto de fábrica, que produce una pobre reproducción de colores (las resistencias de la red R-2R del DAC, tanto para la croma como para la luma, se han invertido).
- En la DTV3, también PAL, se solucionó un problema con el blitter.
- Otra variante del DTV es el volante de juegos de RadioShack "HUMMER Off-Road Racing Challenge".

## Especificaciones Hardware
- Procesador principal

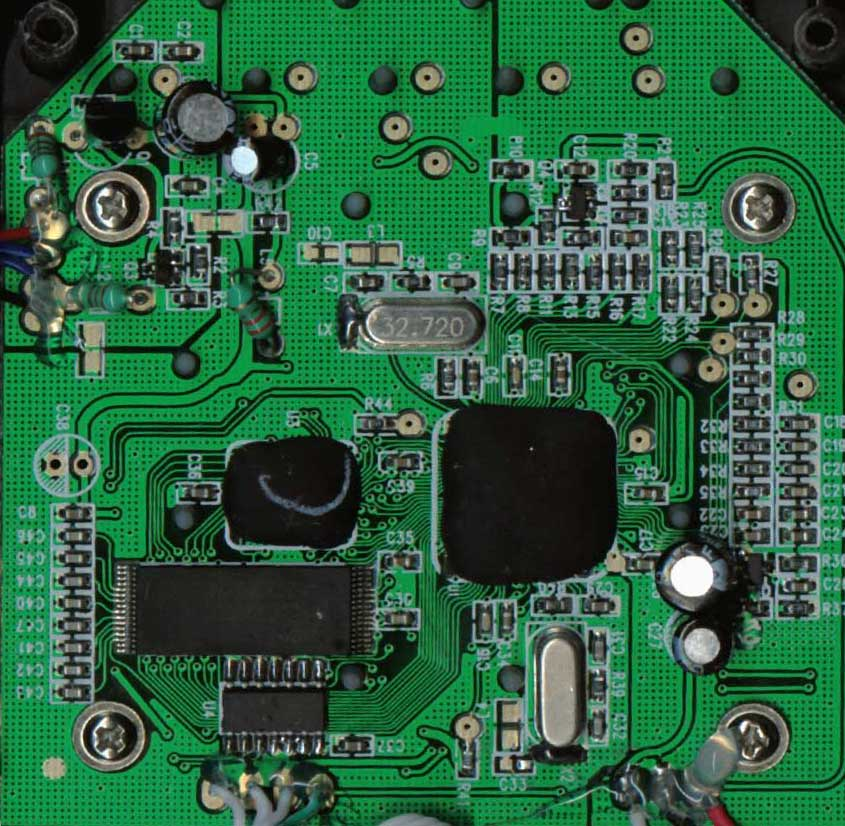
Commodore DTV PCB.

  - ASIC rodando internamente a 32 MHz, emulando a una CPU MOS 6510, MOS VIC-II, MOS SID, MOS CIA, y PLA
- Caja/Conectores
  - Integrada en un Joystick (como si fuera conectado al puerto 2 de un C64 real)
  - Cinco botones adicionales (se comportan como algunas teclas)
  - Funciona solo a partir de cuatro pilas o baterías tipo AA
  - Video Compuesto y audio mono (con dos conectores tipo RCA)
  - Aspecto similar a un joystick Competition Pro
- Gráficos
  - NTSC (DTV2 y siguientes: NTSC/PAL en el chip, solo PAL conectado para la venta en tienda)
  - Paleta reprogramable con 4 bits de luma ay 4 bits de croma
  - DTV2 y siguientes: Packed pixel "chunky" en modo de 256 colores, blitter añadido para transformación rápida de imágenes
- Sonido
  - Sin soporte para filtros SID
  - DTV2 y siguientes: sonido digital de 8 bit, opciones adicionales para generadores de envolvente
- Memoria
  - DTV1: 128 KB RAM, 2 MB ROM
  - DTV2 y siguientes: 2MB de RAM, 2MB de flash
  - Motor DMA para transferencia de memoria entre RAM/RAM y ROM/RAM
  - DTV2 y siguientes: acceso adicional a la RAM usando conmutación de bancos de memoria y blitter
- CPU
  - Emulación de un 6510 at 1 MHz
  - DTV2 y siguientes: CPU mejorada (modo fast/burst, registros y códigos de operación adicionales, soporte para operaciones ilegales en el 6510)

## Juegos incluidos
Los juegos oficiales de la unidad son en su mayoría una mezcla de juegos para el C64 de Epyx y Hewson. Esta lista es válida para la versión PAL.

### EPYX
- Summer Games
- Winter Games
- Pitstop
- Pitstop II
- Super Cycle
- Jumpman Jr.
- Impossible Mission
- Impossible Mission II
- Championship Wrestling
- Gateway to Apshai
- Sword of Fargoal
- World Karate Champion (AKA International Karate)
- California Games

### Hewson
- Alleykat
- Nebulus
- Paradroid
- Eliminator
- Cyberdyne Warrior
- Cybernoid I
- Cybernoid II: The Revenge
- Ranarama
- Marauder
- Head the Ball
- Mission Impossibubble
- Firelord
- Exolon
- Netherworld
- Uridium
- Zynaps

### Image Works
- Speedball

## Modificaciones Hardware
Desde la placa de circuito interna se ven los puntos de soldadura para la unidad de disquete y el puerto de teclado, las modificaciones en el hardware de la C64DTV son muy simples.
MODS hardware conocidos
- conector de teclado
- joystick externo (Puertos 1 y 2)
- conector de disquetera
- conector de alimentación
- solución del problema de la palera en la versión PAL (esto es posible hacerlo hasta cierto punto por software mediante el ajuste la paleta de colores)
- conector S-Video
- puerto de usuario
- caja C64 original y teclado PS2[2]

Hardware adicional
- Cable de transferencia de datos (Puerto paralelo (o puerto USB/serie vía DTV2ser) para joystick o puerto de usuario)
- interface tarjeta SD 1541-III o MMC2IEC

La placa se podría utilizar como un sistema en un chip (SoC) como ordenador embebido para aplicaciones de control.

## Limitaciones
La memoria flash interna solo es accesible como dispositivo 1. Sin embargo, no incluye software de soporte para operaciones de escritura y no es posible salvar en memoria alta. Además, los dispositivos flash utilizado en la DTV soportan solo un número muy limitado de accesos de escritura solamente.
Al añadir el MOD del teclado, hay que considerar que la tecla F7 no funciona. Hay una solución, el "Keyboard Twister" (engañador de teclado).

## Modificaciones Software
La DTV contiene memoria flash para el software. Una serie de herramientas han sido liberadas para compilar programas en imágenes flash DTV-compatibles y cargarlas en la DTV. Personas hicieron sus propias compilaciones de juegos, añadiendo populares juegos (a veces adaptados a la DTV) que no estaban en el DTV original, añade menús de arranque para el desarrollo de software propio de forma más sencilla, o habilitar nuevas características, por ejemplo programas de transferencias como DTVtrans, para transferir datos desde el PC a la RAM de la DTV y viceversa, a través del puerto paralelo del PC (o por USB) y del puerto de joystick de la DTV.